# 행복초
《행복초》(幸福草)는 2024년 방송되었던 중국의 드라마이다.

## 등장 인물
- 궈타오 - 리창환 역
- 철니 (啜妮) - 리즈웨이 역
- 장초 (张超) - 자오치펑 역
- 한동 (郭涛) - 정웨이룽 역
- 정협혜자 (郑合惠子) - 리첸핑 역
- 맹아새 (孟阿赛) - 리한 역
- 류정작 (刘亭作) - 리춘화 역
- 임일정 (林一霆) - 쉬이밍 역
- 양애기 (梁爱琪) - 천샤오리엔 역
- 석조기 (石兆琪) - 핑산보 역